# كلارا كيمبل يونغ
كلارا كيمبل يونغ (بالإنجليزية: Clara Kimball Young)‏ هي منتجة أفلام وممثلة أمريكية، ولدت في 6 سبتمبر 1890 بشيكاغو في الولايات المتحدة، وتوفيت في 15 أكتوبر 1960 في الولايات المتحدة بسبب سكتة.

## أعمال

### أفلام
- (1914) زوجتي الرسمية

## وصلات خارجية
- كلارا كيمبل يونغ على موقع IMDb (الإنجليزية)
- كلارا كيمبل يونغ على موقع أول موفي (الإنجليزية)
- كلارا كيمبل يونغ على موقع قاعدة بيانات الأفلام السويدية (السويدية)
- كلارا كيمبل يونغ على موقع قاعدة بيانات الفيلم (الإنجليزية)